# Саутуэст-Мирамиши

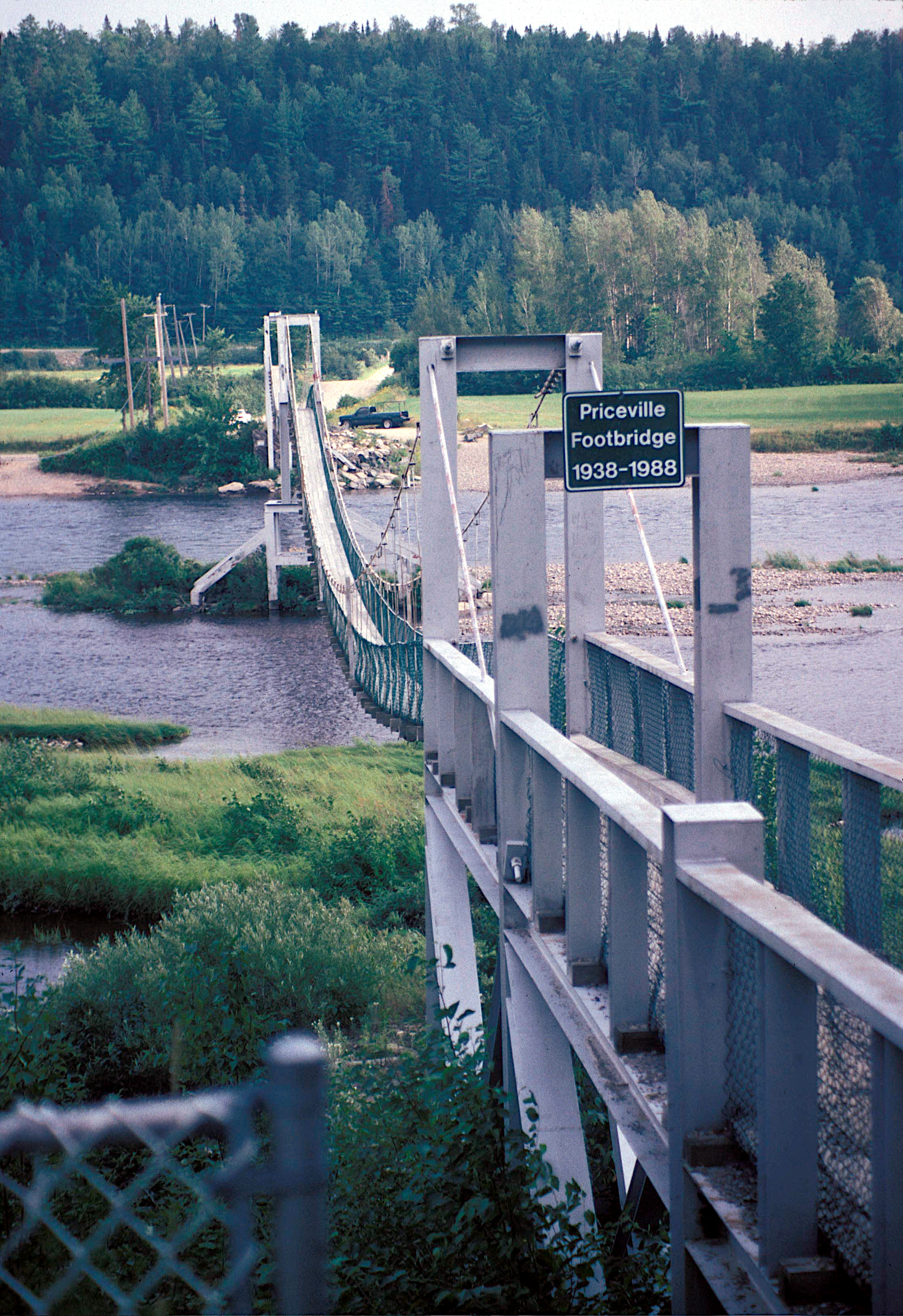
Мост через Саутуэст-Мирамиши вблизи прихода Прайсвилл

Саутуэст-Мирамиши (англ. Southwest Miramichi River) — канадская река в провинции Нью-Брансуик. В переводе на русский язык англоязычное название «Southwest Miramichi River» переводится как «Юго-Западная Мирамиши».
Истоки реки расположены в графстве Карлтон, река берёт своё начало из вод озера Мирамиши, в нагорье Мирамиши (которые являются частью горной цепи Аппалачи). Два водотока соединяются на территории холмов, расположенных около деревни Джунипер. Затем Саутуэст-Мирамиши течёт по провинции Нью-Брансуик на протяжении примерно 200 километров — изначально она протекает через густые леса в юго-восточном направлении, затем сливается с рекой Таксис в коммуне Боистаун, после чего её русло сворачивает на северо-восток. В окрестностях коммуны Кверривилл река становится приливной. А на территории прихода Ньюкасл происходит её слияние с Нортуэст-Мирамиши, в результате чего формируется собственно река Мирамиши.
Иногда эту реку называют «Главная Саутуэст-Мирамиши» (англ. Main Sothwest Miramichi River) с целью отличить от Литл-Саутуэст-Мирамиши («малой Юго-Западной Мирамиши») — менее протяжённого ответвления речной системы Мирамиши. На языке Микмак Саутуэст-Мирамиши называют «Лустагушиш» (англ. Lustagoocheech), что переводится как «хорошая маленькая река» (имеется в виду хорошая для гребли).

## Рыбалка
В водах реки водится атлантический лосось. Ввиду своей протяжённости эта река в течение рыболовного сезона производит больше рыбы, чем любой из её притоков. У рыбаков есть возможность с успехом заниматься ловлей лосося на протяжении всего сезона, за исключением позднего мая. Летняя рыбалка начинается в раннем июне, в это время рыба плывёт вверх по течению к таким притокам реки, как Роки-Брук, где основной улов приходится на июль и август. А осенняя ловля рыбы в больших масштабах проводится на притоке Кейнс, преимущественно в сентябре и октябре.
Саутуэст-Мирамиши — одна из немногих североамериканских рек, где ещё сохранились частные права на места для рыбалки.

## Притоки
- Норт-Бранч-Саутуэст-Мирамиши (англ. North Branch Southwest Miramichi River, в переводе на русский — «северный рукав»)
- Саут-Бранч-Саутуэст-Мирамиши (англ. South Branch Southwest Miramichi River — «южный рукав»)
- Таксис
- Кейнс
- Бартоломью
- Рену
- Барнаби